# Across the Concrete Sky
Across the Concrete Sky è un album in studio del gruppo soft rock australiano Air Supply, pubblicato nel 2003.

## Tracce
Tutte le tracce sono di Graham Russell; eccetto A Place Where We Belong, coscritta da Alejandro Lerner.
1. Shadow of the Sun – 5:42
2. Big Cat – 4:43
3. Love Is the Arrow – 3:34
4. We Are All Children – 4:49
5. A Place Where We Belong – 4:57
6. Feel Like Screaming – 4:43
7. I'll Find You – 4:12
8. Come to Me – 5:31
9. I Want You – 4:50
10. You Belong to Me – 3:56
11. Goodnight – 2:36